# Steve Sansweet
 (juillet 2025).
Le contenu est difficilement compréhensible vu les erreurs de traduction, qui sont peut-être dues à l'utilisation d'un logiciel de traduction automatique.
Stephen J. Sansweet (né le 14 juin 1945) est le président de Rancho Obi-Wan, un musée à but non lucratif qui abrite la plus grande collection au monde de souvenirs de Star Wars.
Avant sa retraite en avril 2011, il a été directeur de la gestion de contenu et responsable des relations avec les fans chez Lucasfilm Ltd. pendant 15 ans, et il reste encore maintenant conseiller en relations avec les fans de la société. Il est auteur ou co-auteur de dix-huit livres, dont seize sur Star Wars .
Après que Sansweet a déménagé dans le nord de la Californie pour se rapprocher de son nouveau bureau au Skywalker Ranch, il a acheté un ancien ranch de poulet et rénové ses granges pour abriter sa collection. La propriété a été renommée Rancho Obi-Wan. En septembre 2013, sa collection d'environ 300 000 articles a été reconnue par le Livre Guinness des records comme étant la plus grande du genre au monde.

## Biographie
Sansweet est né en 1945 et a grandi dans la section Wynnefield de Philadelphie. Il dit  qu'il savait qu'il voulait devenir écrivain à partir de six ans, lorsqu'il a imprimé un bulletin à la main et en a vendu des exemplaires aux voisins pour trois cents. Les journaux, les magazines et les annuaires de l'école ont suivi, et il est devenu majeur en journalisme à l'Université Temple .
Sansweet dit  qu'il a tiré beaucoup de ses cours, dont beaucoup ont été enseignés par des journalistes actif. Mais il a tout autant tiré parti d'une communauté unique de camarades de classe qui ont publié quatre fois par semaine Temple News . Il n'y avait pas de meilleure formation, du reportage et de l'écriture à la photographie et au montage - et même au "collage" dans la salle de composition pour préparer quotidiennement l'offset pour l'imprimante, ajoute-t-il. Il a travaillé sur le numéro spécial qui portait sur l'assassinat de John F. Kennedy; en tant que rédacteur en chef de deux mandats quelques années plus tard, il a appelé en fin de soirée des instructions pour imprimer à la main un titre de bannière annonçant une visite le lendemain sur le campus du président Lyndon Johnson.
Entre ses années junior et senior, Sansweet a obtenu un stage d'été alors rare au Philadelphia Inquirer, où il a travaillé la nuit de la police; il est diplômé magna cum laude et a été nommé diplômé en journalisme exceptionnel au Temple. En 2009, il a été intronisé au Temple de l'excellence des médias du Temple. Immédiatement après avoir obtenu son diplôme, il est allé travailler à temps plein pour the Inquirer . Pendant ce temps, Sansweet a servi six ans dans la Réserve de l'US Air Force, transféré à l'Air National Guard .
Au début de 1969, Sansweet est devenu reporter pour le Wall Street Journal . Après avoir travaillé dans les bureaux de Philadelphie et de Montréal du Journal, Sansweet a été transféré à Los Angeles, où il a couvert l'industrie du jeu, l'aérospatiale, la banque et Hollywood. Il a aidé à briser les premières histoires de corruption transnationale massive par des multinationales basées aux États-Unis et faisait partie d'une équipe du Journal qui a remporté le Sigma Delta Chi Public Service Award de 1977; il a été finaliste du prix Loeb en 1990.
Sansweet était maître de conférences en journalisme d'entreprise à l'Université de Californie du Sud au milieu des années 1980, enseignant un cours qu'il avait créé. Il est devenu chef du bureau du Journal à Los Angeles en 1987, poste qu'il a conservé jusqu'en 1996, date à laquelle il a fait un acte de foi et a «suivi son bonheur» - et sa passion - pour devenir directeur du marketing spécialisé chez Lucasfilm Ltd. Plus tard, son titre est devenu directeur de la gestion de contenu et responsable des relations avec les fans.
Sansweet a transformé son amour de la saga Star Wars en une deuxième carrière, agissant en tant que liaison de Lucasfilm avec les fans du monde entier. Il a fait des présentations dans plus de 100 conventions aux États-Unis et dans de nombreux autres pays du Royaume-Uni, de France, d'Espagne et d'Allemagne, en Australie, au Japon, au Mexique et en Finlande. Il est apparu sur plus de 50 heures de programmation d'objets de collection Star Wars sur QVC dans la dernière moitié des années 1990, et a amassé la plus grande collection privée de souvenirs de Star Wars au monde, hébergée dans un 840 m2 dans le comté de Sonoma, en Californie. N'abandonnant pas son amour de l'écriture, Sansweet a dix-huit livres à son actif, seize d'entre eux sur Star Wars, cela représente 1,2 million de mots, Complete Star Wars Encyclopedia en 2008 et 2012 Star Wars: The Ultimate Action Figure Collection .
Il a été annoncé le 20 octobre 2010 que Sansweet quitterait ses fonctions de responsable des relations avec les fans à partir d'avril 2011. Il a déclaré par communiqué de presse : "Il y a près de 15 ans, j'ai quitté mon poste de chef du bureau de Los Angeles du Wall Street Journal pour suivre mon bonheur et prendre un 'emploi d'un an' en tant qu'ambassadeur de Lucasfilm dans Star Wars ", a déclaré Sansweet. "Il est maintenant temps pour un autre changement et de nouveaux défis, tout en conservant un rôle actif dans la communauté des fans de Star Wars ." 
En juin 2017, Sansweet a déclaré qu'il avait été victime de vol et que plus de 100 articles de sa collection avaient été volés, "La majorité d'entre eux sont des figurines vintage cardées américaines et étrangères, dont beaucoup sont des pièces rares et importantes." Selon certaines informations, plusieurs de ces pièces ont déjà été "revendues ou évaluées par des professionnels pour un total de plus de 200 000 $". Selon Sansweet, un homme du nom de Carl Edward Cunningham, que Sansweet qualifie de "bon ami de confiance", s'est rendu à la police fin mars 2017 mais est actuellement en liberté sous caution en attendant des audiences supplémentaires.